# Subsistit in
Subsistit in (subsistuje v; trvá v; existuje v; spočívá v; uskutečňuje se v...) je latinská fráze, která se objevuje v dokumentu Lumen gentium o církvi z II. vatikánského koncilu katolické církve. Od koncilu se vedou spory o důvod používání výrazu „subsistuje v“ namísto prostého „je“. Obecně platí, že ti, kteří v církevním učení II. vatikánského koncilu vidí jen malou nebo žádnou změnu, trvají na ekvivalenci slov subsistit in a „je“. Ti, kdo poukazují na nový, ekumenický směr II. vatikánského koncilu, trvají na tom, že tento termín byl zaveden jako kompromis po dlouhých diskusích a uznává nové prvky v učení koncilu. 
Kontext výroku je následující (zvýraznění přidáno):
Tato církev, ustavená a uspořádaná na zemi jako společnost, subsistuje (subsistit, uskutečňuje se) v katolické církvi a je řízena Petrovým nástupcem a biskupy ve společenství s ním. Ovšem i mimo její organismus je mnoho prvků posvěcení a pravdy, které jako dary vlastní Kristově církvi vybízejí ke katolické jednotě.
Haec Ecclesia, in hoc mundo ut societas constituta et ordinata, subsistit in Ecclesia catholica, a successore Petri et Episcopis in eius communione gubernata, licet extra eius compaginem elementa plura sanctificationis et veritatis inveniantur, quae ut dona Ecclesiae Christi propria, ad unitatem catholicam impellunt. (latinsky)
— Lumen gentium, 8
Jedná se o debatu o vnějších aspektech, o institucionální integritě církve, o plnosti prostředků spásy.

## Přehled

### Znění
Správný význam slova „subsistuje v“ má důležité důsledky pro to, jak katolická církev vnímá sama sebe a své vztahy s ostatními křesťanskými společenstvími a jinými náboženstvími. Byly vzneseny otázky, zda Lumen gentium změnilo dlouholetou frázi, podle níž Kristova církev je (latinsky est) katolická církev.
Mystici corporis Christi uvádí: „tato pravá církev Ježíše Krista“ a „mystické tělo Kristovo“ je „jedna, svatá, katolická, apoštolská a římská církev“. Toto stanovisko bylo později potvrzeno v Humani generis.
Lumen gentium uznává, že i ostatní křesťanská církevní společenství mají prvky posvěcení a pravdy. A koncil použil tradiční termín „církev“ – ve smyslu „partikulární církev“, nikoli „univerzální církev“ – pro označení východních církví, které nejsou v plném společenství s katolickou církví. „Tyto církve,“ píše se v něm, „jsou sice od nás odděleny, ale mají pravé svátosti a především díky apoštolské posloupnosti kněžství a eucharistii, čímž jsou s námi spojeny v nejtěsnější blízkosti“.
Katolická církev použila na Druhém vatikánském koncilu formuli „subsistuje v“ i „ je“, když v dekretu o východních církvích uvedla: „Svatá katolická církev, která je mystickým tělem Kristovým, se skládá z věřících, kteří jsou organicky spojeni v Duchu svatém stejnou vírou, stejnými svátostmi a stejným vedením“.

### Vývoj
Před protestantskou reformací v 16. století i po ní katolická teologie ztotožňovala Kristovu církev s katolickou církví. To pokračovalo i v učení papežů Pia XI. a Pia XII. Na Druhém vatikánském koncilu obsahoval přípravný návrh dekretu o církvi toto dlouho zastávané učení, které v návaznosti na Pia XII. ztotožňovalo mystické tělo Kristovo s katolickou církví.
Americký ekleziolog Joseph A. Komonchak uvádí diskusi o tomto učení na koncilu. Podle něj koncilní doktrinální komise vysvětlila změnu v konečném návrhu Lumen gentium z „je“ na „subsistuje v“, „aby tento výraz lépe odpovídal tvrzení o církevních prvcích, které jsou přítomny jinde“. Komončak poukazuje na to, že vzhledem k tomu, že „někteří chtěli výrok posílit, jiní oslabit“, rozhodla se Nauková komise II. vatikánského koncilu zůstat u změny slovesa. Navrhuje, abychom podle „prvního pravidla koncilní hermeneutiky“ zkoumali výroky II. vatikánského koncilu o těchto „církevních prvcích“, které se nacházejí mimo katolickou církev. Zmiňuje, že tentýž dokument Lumen gentium raději hovořil o těch, kdo jsou „plně začleněni“ do církve, a vyhnul se termínu „členství“, aniž by však vysvětlil proč. Zmínil, že „několik prvků posvěcení a pravdy se nachází mimo její viditelnou strukturu“. Mezi takové prvky či pozůstatky, které byly zmíněny jako „přítomné jinde“, patří vliv Ducha, pomůcky ke spáse, částečné vyznání víry a svátosti. To je posíleno v dekretu o ekumenismu (Unitatis redintegratio), kde se říká: „Velmi mnoho, z těch nejvýznamnějších prvků a darů, které společně budují a oživují samotnou církev, může existovat mimo viditelné hranice katolické církve: psané Boží slovo, život milosti, víra, naděje a láska s dalšími vnitřními dary Ducha svatého, stejně jako viditelné prvky [...] [a] nemálo posvátných úkonů křesťanského náboženství“. Dekret pak říká, že pouze katolická církev má „plnost prostředků spásy“.
Kardinál Walter Kasper v souvislosti s tvrzením, že plnost Kristovy církve spočívá v katolické církvi, zdůraznil, že se to „netýká subjektivní svatosti, ale svátostných a institucionálních prostředků spásy, svátostí a služeb.“

## Pokračující spor

### Sebastian Tromp
Za hlavního, i když nepřiznaného autora Mystici corporis Christi je považován Sebastian Tromp, holandský jezuita, scholastický teolog, blízký papeži Piovi XII. Jako poradce kardinála Alfreda Ottavianiho během II. vatikánského koncilu byl Tromp podle existujících magnetofonových nahrávek a deníků také otcem slova „subsistit“, které podle jeho chápání latiny neznamenalo nic nového, ale označovalo úplnost. Francis A. Sullivan však upozornil:
Uvážíme-li, že návrh, v němž bylo „est“ změněno na „subsistit in“, byl prvním návrhem, který hovořil o „církvích“ a „církevních společenstvích“, jež se nacházejí mimo katolickou církev, stěží se lze vyhnout závěru, že doktrinální komise nesouhlasila s Trompem, který důrazně trval na tom, že „subsistit in“ je třeba chápat jako exclusivum, v důsledku čehož mimo katolickou církev nemůže existovat nic jiného než prvky.

### Kongregace pro nauku víry
V poznámce ke knize katolického kněze Leonarda Boffa z roku 1985 Kongregace pro nauku víry uvedla:
[Boffovo] relativizující pojetí církve je základem radikální kritiky hierarchické struktury katolické církve. L. Boff se při jejím zdůvodňování odvolává na konstituci Lumen gentium (č. 8) II. vatikánského koncilu. Ze známého koncilního výroku „Haec ecclesia (sc. unica Christi Ecclesia)... subsistit in Ecclesia Catholica“ („tato církev (tj. jediná Kristova církev)... subsistuje v katolické církvi“) vyvozuje tezi, která je přesně v rozporu s autentickým významem koncilního textu, neboť tvrdí: „Ve skutečnosti může být (sc. jediná Kristova církev) přítomna i v jiných křesťanských církvích“ (s. 75). Koncil však zvolil slovo subsistit – subsistuje – právě proto, aby bylo jasné, že existuje jedna jediná „subsistence“ pravé církve, zatímco mimo její viditelnou strukturu existují pouze elementa Ecclesiae – prvky církve; ty – jakožto prvky téže církve – směřují a vedou ke katolické církvi (Lumen gentium, 8). Dekret o ekumenismu vyjadřuje stejnou nauku (Unitatis redintegratio, 3–4) a byla znovu přesně formulována v prohlášení Mysterium Ecclesiae.
V Dominus Iesus (2000) Kongregace pro nauku víry uvedla: „Druhý vatikánský koncil se výrazem subsistit in snažil sladit dvě doktrinální tvrzení: na jedné straně, že Kristova církev navzdory rozdělení, které existuje mezi křesťany, nadále plně existuje pouze v katolické církvi, a na druhé straně, že ,mimo její strukturu lze nalézt mnoho prvků posvěcení a pravdyʻ, tj. v těch církvích a církevních společenstvích, které ještě nejsou v plném společenství s katolickou církví. V souvislosti s nimi je však třeba konstatovat, že „svou účinnost odvozují právě z plnosti milosti a pravdy svěřené katolické církvi“. [...] Proto existuje jediná Kristova církev, která subsistuje v katolické církvi, řízené Petrovým nástupcem a biskupy ve společenství s ním.“
Někteří poukazovali na to, co považovali za nesrovnalosti ve vlastní responsi kongregace z roku 2007, a upozorňovali, že je v rozporu s několika významnými teology, kteří zastávali liberálnější výklad, jako jsou Christopher Butler, Yves Congar, Georges Tavard, Joseph A. Komonchak a Francis A. Sullivan.

### Kardinál Ratzinger
V rozhovoru pro Frankfurter Allgemeine Zeitung v roce 2000 tehdejší kardinál Ratzinger, šéf Kongregace pro nauku víry (později zvolený papežem Benediktem XVI.), reagoval na kritiku Dominus Iesus takto:
Pojem vyjádřený slovem „je“ (být) je mnohem širší než pojem vyjádřený slovem „subsistovat". „Subsistovat“ je velmi přesný způsob bytí, tj. být jako subjekt, který existuje sám o sobě. Koncilní otcové tak chtěli říci, že bytí církve jako takové je širší subjekt než římskokatolická církev, ale v rámci této církve nabývá nesrovnatelným způsobem charakteru pravého a vlastního subjektu.

### Avery Dulles
Kardinál Dulles tvrdí, že subsit in je „výraz záměrně zvolený tak, aby umožňoval církevní realitu jiných křesťanských společenství“, což znamená, že nekatoličtí křesťané jsou údy Kristova těla, a tedy církve.

### Hervé Legrand
Katolický kněz Hervé Legrand tvrdí, že část týkající se subsistit in v poznámkách o knihách Leonarda Boffa z roku 1985, stejně jako v Dominus Iesus, je chybná. Uvádí, že „odvolání se na Acta Synodalia [II. vatikánského koncilu] umožňuje téměř s naprostou jistotou zjistit, že odvolání se na sloveso ‚subsistovat‘ bylo učiněno s cílem vyhnout se výlučnému ztotožnění mezi církví Kristovou a katolickou církví“ a že „rozhodnutí přijaté v komisi nenabízí žádnou stopu po scholastickém významu, který by byl dán termínu subsistit, ale nabízí důkaz o použití tohoto slova, aby se zabránilo čistému a jednoduchému ztotožnění mezi církví Kristovou a naší [katolickou] církví“.

### Společnost svatého Pia X.
Společnost svatého Pia X. považuje Lumen gentium za jednu z několika demarkačních linií, kdy církev po II. vatikánském koncilu vydala problematická prohlášení, a poukazuje na použití slova „subsistit in“ namísto „est“ jako na zřeknutí se (pro SSPX povinné) identifikace katolické církve jako jediné Boží církve.